# Lijst van burgemeesters van Adegem
Dit is een chronologische lijst van de Adegemse burgemeesters vanaf 1800.

## Franse en Nederlandse tijd
1800-1808 Johannes Potvliege 

1808-1818 Charles Domers 

1818-1823 Johannes Vermeersch 

1823-1830 Ferdinand Potvliege 

## Onafhankelijk België
1830-1860 Johannes De Weert 

1861-1888 Desiré De Weert 

1889-1919 Leopold Van Waetermeulen sr. 

1921-1938 August De Kesel (vader van bisschop Leo De Kesel) 

1939-1941 Leopold Van Waetermeulen 

1941-1944 Jozef De Prest 

1944-1946 Leopold Van Waetermeulen 

1947-1952 Jozef De Prest 

1953-1970 Albert De Kesel (zoon van August De Kesel)

1971-1976 Jozef De Prest 

## Fusie met Maldegem
1977-1998: Jean Rotsart de Hertaing 

1998–2012: Johan De Roo 

2013-2018: Marleen Van den Bussche 

2019-heden: Bart Van Hulle 